# Bernard Brochand
Bernard Brochand (Nizza, 5 giugno 1938 – Cannes, 25 febbraio 2025) è stato un politico francese.
È stato membro dell'Assemblea nazionale francese dal 2001 al 2022. Ha rappresentato l'ottava circoscrizione del dipartimento delle Alpi Marittime, nelle fila dei Repubblicani. La sua circoscrizione comprendeva la località turistica di Cannes, sulla Riviera.

## Vita professionale
Dopo la laurea presso l'HEC Paris, iniziò la sua carriera presso Procter & Gamble, prima di diventare direttore di Eurocom nel 1975 e dell'agenzia pubblicitaria DDB International nel 1989.
La sua passione per lo sport, e in particolare per il calcio, lo ha portato a entrare nel consiglio di amministrazione del Paris Saint-Germain F.C. nel 1971 e diventando presidente dell'associazione del club alla fine degli anni '90.

## Vita politica
È membro del gruppo dei Repubblicani (LR) all'Assemblea Nazionale. Nel 2004 ha cofirmato una proposta per reintrodurre la pena di morte per atti di terrorismo.
A 79 anni è diventato Padre della Camera nelle elezioni parlamentari del 2017.
Non si è ricandidato alle elezioni legislative francesi del 2022.